# سوني بيكتشرز أنيميشن
سوني بيكتشرز للرسوم المتحركة هي شركة أمريكية لانتاج الرسوم المتحركة مملوكة لسوني بيكتشرز انترتينمنت. تاسست الشركة في 2002 وللشركة علاقة وثيقة مع سوني بيكتشرز ايميج وركز.أول أعمال شركة كانت التشبشبز (فيلم) و أول فيلم روائي طويل كان الموسم المفتوح الدي صدر سنة 2009 .

## وصلات خارجية
- سوني بيكتشرز أنيميشن على موقع IMDb (الإنجليزية)

1. ↑  "معلومات عن سوني بيكتشرز أنيميشن على موقع imdb.com". imdb.com. مؤرشف من الأصل في 2020-10-26.
2. ↑  "معلومات عن سوني بيكتشرز أنيميشن على موقع giphy.com". giphy.com. مؤرشف من الأصل في 2020-10-31.
3. ↑  "معلومات عن سوني بيكتشرز أنيميشن على موقع id.loc.gov". id.loc.gov. مؤرشف من الأصل في 2020-10-31.